# Битва під Любечем
Лю́бецька би́тва (1016) — битва між військами турівського князя Святополка Володимировича і новгородського князя Ярослава Володимировича Мудрого у 1016 році біля міста Любеча на Чернігівщині.
Після смерті Володимира Святославича (1015) між його синами розпочалася міжусобна боротьба за великокнязівський престол. Старший з них — Святополк Володимирович зайняв київський престол, і намагаючись позбутись інших претендентів на великокнязівську владу, вбив своїх братів Бориса, Гліба та древлянського князя Святослава.
Проти Святополка виступив Ярослав Володимирович, який зібрав велике військо (40 тисяч новгородців і 1 тисяча варягів з князем Еймундом). Дві дружини зустрілись неподалік Любеча і протягом трьох місяців не відважувались розпочати бойові дії.
Врешті-решт наприкінці 1016 року відбулася вирішальна битва, в якій військо Святополка зазнало поразки, а він сам втік до свого тестя, польського короля Болеслава І Хороброго.
Ярослав вступив у Київ і вперше став великим князем київським.
Водночас в літературі висловлювалися припущення, що опонентом Ярослава в битві під Любечем міг бути не Святополк, який за свідченнями Тітмара Мерзебурзького втік до Польщі одразу після смерті Володимира, а Мстислав Хоробрий або ж Святослав Деревлянський.

## Текстологія
| Лінія (ПВЛ)  | Іпатіївський Радзивіллівський Академічний       | Хлєбниковський                                             | Лаврентіївський                                | Новгородський перший (НПЛ): старша редакція                  | Новгородський перший (НПЛ): молодша редакція                                                                 |
| ------------ | ----------------------------------------------- | ---------------------------------------------------------- | ---------------------------------------------- | ------------------------------------------------------------ | --- |
| 142.13b      | И бысть сѣча зъла,                              | И бысть сѣча зъла,                                         | И бысть сѣча зъла,                             | И бысть сѣча зъла,                                           | И бысть сѣча зъла,                                                                                           |
| –            | –                                               | –                                                          | –                                              | –                                                            | оже за рукы емлющеся сЂчаху и по удолиемъ кровь течаше; мнозЂ вЂрнии видяху аггелы божиа помагающа Ярославу; |
| 142.14       | (и) не бѣ льзѣ озеръмь Печенѣгомъ помогати,     | (и) не бѣ льзѣ озеръмь Печенѣгомъ помогати,                | (и) не бѣ льзѣ озеръмь Печенѣгомъ помогати,    | –                                                            | – |
| 142.15–16a   | и притиснуша Святопълчь съ вои къ озеру.        | и притиснуша Святопълчь съ вои къ озеру.                   | и притиснуша Святопълчь съ вои къ озеру.       | –                                                            | – |
| 142.16b      | И въступиша на ледъ,                            | И въступиша на ледъ,                                       | И въступиша на ледъ,                           | –                                                            | – |
| 142.16c– 17a | –                                               | и обломисѧ лед с вои ст҃ополчи и мнѡѕи потопоша въ водах. и | и ѡбломисѧ с ними ледъ. и                      | –                                                            | – |
| 142.17b      | одолати нача Ярославъ.                          | одолати нача Ярославъ.                                     | одолати нача Ярославъ.                         | –                                                            | – |
| 142.17c–18   | Видѣвъ же Святопълкъ, побеже, и одолѣ Ярославъ. | Видѣвъ же Святопълкъ, побеже, и одолѣ Ярославъ.            | [лакуна]                                       | и до свЂта победиша Святопълка.                              | и до свЂта победиша Святопълка.                                                                              |
| 142.19a      | Святопълкъ же бѣжа въ Ляхы,                     | Святопълкъ же бѣжа въ Ляхы,                                | Святопълкъ же бѣжа въ Ляхы,                    | И бЂжя Святопълкъ въ ПечЂнЂгы,                               | И бЂжя Святопълкъ въ ПечЂнЂгы,                                                                               |
| –            | –                                               | –                                                          | –                                              | –                                                            | и бысть межи Чахы и Ляхы, (…).                                                                               |
| 142.19b–20   | Ярославъ же сѣде Кыевѣ на столѣ отьни.          | Ярославъ же сѣде Кыевѣ на столѣ отьни.                     | ꙗрославъ же сѣде кыевѣ на столѣ ѡтьни и дѣдни· | а Ярослав иде Кыеву, и сЂде на столЂ отця своего Володимира. | а Ярослав иде Кыеву, и сЂде на столЂ отця своего Володимира.                                                 |